# Torbat-e Jam
Torbat-e Jam (persa: تربت جام, Torbat-e Jām; també Torbat-e Sheykh Jām i Turbat-i Shaykh Jam) és una ciutat de l'Iran, capital del comtat de Torbat-e Jam a la província de Razavi Khorasan. Al cens de 2006 la seva població era de 83.558 habitants. Està a només 40 km de la frontera afganesa a la carretera entre Mashad i Herat. La ciutat rep el nom per la tomba (turba) del Shaykh Ahmad Jami, i inclou també la tomba del príncep Ghasem Anwar i alguna més. Altres pobles del comtat són Bezd, Mahmudabad i Nilshahr. Les tombes i altres llocs notables estan en perill de deterioració greu i el govern iranià ha iniciat una campanya per la seva restauració, dedicant sumes importants, la major part per la part històrica de Jam i una dècima part per la tomba de Shaykh Ahmad Jami (un místic del segle xi) i edificis annexos (en total deu). Altres llocs amenaçats són la Torbat-e Sangan, la mesquita Khajeh Azizollah, el mausoleu de Shah Ghasem Anwar, la mesquita de Nur i el mausoleu d'Abouzar Bozjani.
El seu nom antic fou Buzajan o Bučkan (Pučkan); els dos noms, simples variants els esmenta Mustawfi, i a més en un altre lloc l'esmenta com a Jam. Hi va néixer el matemàtic i astrònom Abu-l-Wafà Muhàmmad al-Buzajaní (+998). Era una zona productora de cotó força fèrtil, en el districte de Nixapur. Al segle xiv tenia uns 200 pobles a la rodalia i ja hi havia el mausoleu del místic Shaykh Ahmad (+1142). L'il-kànida Abu Said Bahadur Khan hi hauria fet una parada per visitar la tomba. Ibn Battuta l'anomena Jam. Durant tot el periode post-il-kànida va pertànyer a la dinastia Kart d'Herat. A la ciutat residien els shaykh-al Islam, màxima autoritat religiosa del Khurasan; alguns notables de la ciutat van exercir càrrecs a la cort d'Herat. Quan el malik d'Herat es va enfrontar a Tamerlà, la ciutat fou molt favorable al conqueridor. Tamerlà i més tard l'emperador mogol Humayun (quan era un fugitiu a Pèrsia) van visitar el mausoleu del místic.
Al segle xx els habitants li deien Jam i era un petit poble (200 cases el 1894). El seu creixement s'ha produit els darrers anys. El seu nom modern vol dir "Les Tombes de Jam".